# Chaetocarpus gabonensis
Chaetocarpus gabonensis là một loài thực vật có hoa trong họ Peraceae. Loài này được Breteler mô tả khoa học đầu tiên năm 2002.